# Pé na Estrada (álbum)
Pé na Estrada é o sexto álbum de estúdio da banda brasileira de rock Rebanhão, lançado em 1991 pela gravadora Gospel Records apenas como vinil. Após a saída do baterista Fernando Augusto, que estava na banda há mais de 5 anos, o Rebanhão grava com seus três membros originais, juntamente com Serginho Batera, músico convidado.
É o último álbum com Carlinhos Felix e Paulo Marotta na formação, os quais deixariam o Rebanhão em 1992. Felix sairia em carreira solo, Marotta por questões pessoais. Sonoramente, o disco mescla rock progressivo, rock experimental e art rock. Eduardo Mabiala faz participação especial nos vocais em "Nzile Nzulu".
Quatro faixas do álbum foram remasterizadas e lançadas na versão CD do álbum seguinte, Enquanto É Dia. Em 1998, a maioria das canções recebem nova remasterização, sendo utilizadas na coletânea O Melhor do Rebanhão, embora o projeto integral nunca tenha sido distribuído no formato compact disc.

## Antecedentes
Em 1990, o Rebanhão lançou Princípio, seu primeiro álbum pela Gospel Records. O projeto representou uma boa fase do grupo, que estava completando 10 anos de carreira. Apesar disso, o baterista Fernando Augusto deixou o grupo neste período.
Na época, Pedro Braconnot estava se consolidando como produtor musical e músico de sessão, enquanto Carlinhos Felix desejou gravar um disco solo. Com assinatura de contrato com a Continental, Carlinhos lançou em 1991 Coisas da Vida, com participação de Braconnot entre os músicos.

## Gravação
Diferentemente dos álbuns anteriores do Rebanhão, Pé na Estrada foi gravado no Mega Studio, que mais tarde tornou-se um estúdio de gravação de propriedade da própria banda. Com a saída de Fernando Augusto, Sérgio Batera participou como baterista e percussionista convidado.
Maior parte do repertório continuou sendo de Braconnot e Felix, com Paulo Marotta sendo compositor e vocalista da faixa-título, "Pé na Estrada". A banda também gravou "Criação", de Elmar Gueiros, e "Salvador", de Lucas Ribeiro.
O repertório é predominantemente inédito, com exceção de "Fé", que chegou a ser lançada em 1988 pelo cantor Irakitan no álbum Porque Me Amou Assim, cuja produção e arranjos foram assinadas por Pedro Braconnot.

## Projeto gráfico
A capa do álbum foi a mais elaborada em toda a carreira da banda, utilizando um mapa de estados da Região Sudeste do Brasil, como São Paulo e Rio de Janeiro.

## Lançamento e recepção
| Críticas profissionais | Críticas profissionais |
| Avaliações da crítica  | Avaliações da crítica  |
| Fonte                  | Avaliação              |
| ---------------------- | ---------------------- |
| O Propagador           | [ 7 ]                  |
| Super Gospel           | [ 8 ]                  |

Pé na Estrada foi lançado em dezembro de 1991 pela gravadora Gospel Records, e teve uma recepção crítica favorável. O guia discográfico do O Propagador atribuiu uma cotação de 4,5 estrelas de 5, justificando que "é o disco musicalmente mais ousado feito pelo trio clássico do Rebanhão". A avaliação do Super Gospel também foi positiva, com elogios ao repertório, projeto gráfico e desempenho dos integrantes.
Ainda em 1991, "Pé na Estrada" foi a música da banda mais tocada nas rádios. Já em 1992, o status permaneceu com a faixa-título, com "Ovelha Perdida" também obtendo destaque nas emissoras.

## Legado
Em 2018, foi considerado o 9º melhor álbum da década de 1990, de acordo com lista publicada pelo Super Gospel.

## Faixas
A seguir lista-se as faixas, compositores e durações de cada canção de Pé na Estrada, segundo o encarte do disco.
| Lado A |                   |                 |                 |         |  |
| N.º    | Título            | Compositor(es)  | Vocais          | Duração |  |
| 1.     | "Pé na Estrada"   | Paulo Marotta   | Paulo Marotta   | 3:28    |  |
| 2.     | "Ovelha Ferida"   | Pedro Braconnot | Pedro Braconnot | 3:35    |  |
| 3.     | "Existe um Lugar" | Carlinhos Felix | Carlinhos Felix | 3:17    |  |
| 4.     | "Fé"              | Pedro Braconnot | Pedro Braconnot | 4:19    |  |
| 5.     | "Salvador"        | Lucas Ribeiro   | Carlinhos Felix | 1:58    |  |

| Lado B |                  |                            |                 |         |  |
| N.º    | Título           | Compositor(es)             | Vocais          | Duração |  |
| 1.     | "Tempo pra Tudo" | Carlinhos Félix            | Carlinhos Felix | 3:07    |  |
| 2.     | "Criação"        | Elmar Gueiros              | Carlinhos Felix | 4:02    |  |
| 3.     | "Pedaço do Céu"  | Carlinhos Félix            | Carlinhos Felix | 3:29    |  |
| 4.     | "Elo Perdido"    | Pedro Braconnot            | Pedro Braconnot | 3:41    |  |
| 5.     | "Nzile Nzulu"    | A.D. (Adaptação: Rebanhão) | Eduardo Mabiala | 3:22    |  |

## Ficha técnica
A seguir estão listados os músicos e técnicos envolvidos na produção de Pé na Estrada:
Banda
- Carlinhos Felix - vocal, guitarra, violão, produção musical, arranjos
- Pedro Braconnot - vocal, teclado, engenharia de áudio, produção musical, arranjos
- Paulo Marotta - vocal, baixo, produção musical, arranjos

Músicos convidados
- Serginho Batera - bateria e percussão
- Eduardo Mabiala - vocal em "Nzile Nzulu"
- Nice Brito - vocal de apoio
- Bené Alves - vocal de apoio
- Edson Lennon - engenharia de áudio